# Híerax (músic)
Híerax  (en grec antic: Ἱέραξ, llatí: Hierax) fou un músic de l'antiga Grècia del període mític, abans de la guerra de Troia, al qual s'atribuïa la invenció de la mesura hieràcia (νόμος ἱεράκιος). Hauria estat amic i deixeble d'el músic Olimp. Va morir jove. Fabricius l'inclou a la Bibliotheca Graeca.